# 香港新界第二屆村代表補選
2007年香港新界村代表選舉於2007年1月6日至2月4日舉行，產生各鄉村第二屆村代表。在這屆任期內，共舉行8次補選，以填補各個代表空缺以及鄉委會議席。

## 2007年5月27日
這次需要進行補選的鄉村如下：
| 選舉類別   | 鄉事委員會 | 鄉村             |
| ---------- | ---------- | ---------------- |
| 居民代表   | 南丫島南段 | 榕樹下           |
| 居民代表   | 南丫島南段 | 蒲台             |
| 居民代表   | 南丫島南段 | 模達灣           |
| 居民代表   | 南丫島南段 | 蘆鬚城           |
| 居民代表   | 梅窩       | 牛牯塱           |
| 居民代表   | 梅窩       | 萬角咀           |
| 居民代表   | 大嶼山南區 | 長沙上村         |
| 居民代表   | 大澳       | 上羗山及鹿湖     |
| 居民代表   | 大澳       | 大浪灣           |
| 居民代表   | 東涌       | 牛凹             |
| 居民代表   | 東涌       | 赤角             |
| 居民代表   | 東涌       | 莫家             |
| 居民代表   | 東涌       | 壩尾             |
| 居民代表   | 粉嶺       | 安樂村(東)       |
| 居民代表   | 粉嶺       | 高莆             |
| 居民代表   | 粉嶺       | 畫眉山           |
| 居民代表   | 沙頭角     | 山嘴             |
| 居民代表   | 沙頭角     | 荔枝窩           |
| 居民代表   | 沙頭角     | 鹿頸陳屋         |
| 居民代表   | 沙頭角     | 鹿頸黃屋         |
| 居民代表   | 沙頭角     | 橫山脚           |
| 居民代表   | 沙頭角     | 鴨洲             |
| 居民代表   | 打鼓嶺     | 松園下           |
| 居民代表   | 坑口       | 茅湖仔           |
| 居民代表   | 坑口       | 大埗仔           |
| 居民代表   | 坑口       | 北潭             |
| 居民代表   | 坑口       | 打蠔墩           |
| 居民代表   | 坑口       | 白腊             |
| 居民代表   | 坑口       | 東丫             |
| 居民代表   | 坑口       | 黃麖地           |
| 居民代表   | 坑口       | 澳朗             |
| 居民代表   | 坑口       | 澳頭             |
| 居民代表   | 坑口       | 蠻窩             |
| 居民代表   | 沙田       | 大南寮           |
| 居民代表   | 西貢北約   | 下洋             |
| 居民代表   | 西貢北約   | 大灘             |
| 居民代表   | 西貢北約   | 企嶺下新圍       |
| 居民代表   | 西貢北約   | 屋頭             |
| 居民代表   | 西貢北約   | 高流灣           |
| 居民代表   | 大埔       | 大埔滘           |
| 居民代表   | 大埔       | 大菴             |
| 居民代表   | 大埔       | 井頭             |
| 居民代表   | 大埔       | 水窩             |
| 居民代表   | 大埔       | 打鐵印           |
| 居民代表   | 大埔       | 洞梓             |
| 居民代表   | 大埔       | 船灣沙欄         |
| 居民代表   | 大埔       | 麻布尾           |
| 居民代表   | 大埔       | 新屋仔           |
| 居民代表   | 大埔       | 較寮下           |
| 居民代表   | 大埔       | 寨乪             |
| 居民代表   | 大埔       | 錦山村           |
| 居民代表   | 馬灣       | 花坪、草灣及大轉 |
| 居民代表   | 荃灣       | 清快塘           |
| 居民代表   | 荃灣       | 深井             |
| 居民代表   | 屯門       | 屯門舊墟         |
| 居民代表   | 屯門       | 田夫仔           |
| 居民代表   | 屯門       | 鍾屋村           |
| 居民代表   | 八鄉       | 長江村           |
| 原居民代表 | 南丫島南段 | 蒲台             |
| 原居民代表 | 沙頭角     | 鳳坑             |
| 原居民代表 | 西貢       | 南丫             |
| 原居民代表 | 西貢       | 浪茄             |
| 原居民代表 | 西貢       | 黃麖仔           |
| 原居民代表 | 沙田       | 排頭             |
| 原居民代表 | 沙田       | 隔田             |
| 原居民代表 | 西貢北約   | 東心淇           |
| 原居民代表 | 大埔       | 新圍仔           |

提名期結束後，只有沙田排頭的原居民代表需要進行選舉，其他鄉村代表候選人由於沒有競爭而全數自動當選。最後由藍玉棠當選沙田排頭原居民代表。

## 2008年1月6日
這次需要進行補選的鄉村如下:
| 選舉類別   | 鄉事委員會 | 鄉村   |
| ---------- | ---------- | ------ |
| 原居民代表 | 青衣       | 湧美村 |
| 原居民代表 | 西貢       | 北港坳 |
| 原居民代表 | 沙田       | 大水坑 |
| 原居民代表 | 沙田       | 銅鑼灣 |
| 原居民代表 | 大埔       | 魚角村 |
| 原居民代表 | 大埔       | 新圍仔 |

提名期結束後，只有銅鑼灣村需要進行選舉，其餘鄉村因只有一名候選人而自動當選。最後丘寶良以62票擊敗只得13票的邱榮光，成為銅鑼灣村原居民代表。

## 2008年5月25日
由於八鄉吳家村的居民代表出現空缺，以及坑口田下灣村及沙田禾寮坑村有原居民代表出現空缺，民政署宣佈進行補選。提名期結束後，只有田下灣村因只有一名候選人而不需要舉行選舉。吳家村有兩人競逐，最後由黃培吉當選居民代表；禾寮坑村有四人競逐，最後由劉育虔當選原居民代表。

## 2008年11月23日
由於上水坑頭有居民代表出缺及馬灣竹篙灣及扒頭鼓有原居民代表出缺，民政署宣佈進行補選。提名期過後，由於竹篙灣及扒頭鼓只有胡文彪一人參選，因此無須進行選舉。坑頭共有三人參選，最終由黎日康當選居民代表。

## 2009年5月31日
這次需要進行補選的鄉村如下：
| 選舉類別   | 鄉事委員會 | 鄉村   |
| ---------- | ---------- | ------ |
| 居民代表   | 上水       | 金錢   |
| 居民代表   | 西貢       | 輋徑篤 |
| 原居民代表 | 南丫島北段 | 沙埔   |
| 原居民代表 | 西貢       | 大網仔 |
| 原居民代表 | 西貢北約   | 北潭凹 |
| 原居民代表 | 屯門       | 屯子圍 |
| 原居民代表 | 十八鄉     | 馬田   |

由於全部鄉村沒有競爭，當局宣佈所有參選人當選 。

## 2010年1月17日
這次需要進行補選的鄉村如下：
| 選舉類別   | 鄉事委員會 | 鄉村       |
| ---------- | ---------- | ---------- |
| 居民代表   | 沙頭角     | 麻雀嶺下   |
| 居民代表   | 打鼓嶺     | 禾徑山     |
| 居民代表   | 西貢       | 南圍       |
| 居民代表   | 西貢       | 斬竹灣     |
| 居民代表   | 沙田       | 大南寮     |
| 居民代表   | 西貢北約   | 企嶺下老圍 |
| 居民代表   | 西貢北約   | 平洲沙頭   |
| 居民代表   | 大埔       | 鴉山       |
| 居民代表   | 大埔       | 䃟頭角     |
| 居民代表   | 屯門       | 屯子圍     |
| 原居民代表 | 沙頭角     | 担水坑     |
| 原居民代表 | 上水       | 華山村     |
| 原居民代表 | 沙田       | 下禾輋     |
| 原居民代表 | 沙田       | 大南寮     |
| 原居民代表 | 西貢北約   | 平洲洲頭   |
| 原居民代表 | 西貢北約   | 土瓜坪     |
| 原居民代表 | 大埔       | 龍尾       |
| 原居民代表 | 大埔       | 大菴       |
| 原居民代表 | 馬灣       | 馬灣大街   |
| 原居民代表 | 八鄉       | 水盞田村   |

提名期結束後，除了馬灣大街及南圍，其餘鄉村因為沒有競爭，所有候選人自動當選。最後丘達才當選南圍居民代表，曾憲輝當選馬灣大街原居民代表。

## 2010年6月6日
這次需要進行補選的鄉村如下：
| 選舉類別   | 鄉事委員會 | 鄉村     |
| ---------- | ---------- | -------- |
| 居民代表   | 沙頭角     | 麻雀嶺下 |
| 居民代表   | 大埔       | 新塘     |
| 原居民代表 | 西貢       | 斬竹灣   |
| 原居民代表 | 大埔       | 大菴     |
| 原居民代表 | 荃灣       | 中葵涌   |

提名期結束後，只有中葵涌需要進行選舉，其他鄉村因沒有競爭，所有候選人自動當選。最後由傅康德當選中葵涌原居民代表。

## 2010年10月3日
這次需要進行補選的鄉村如下：
| 選舉類別   | 鄉事委員會 | 鄉村 |
| ---------- | ---------- | ---- |
| 居民代表   | 西貢       | 龍尾 |
| 居民代表   | 大埔       | 新塘 |
| 原居民代表 | 沙田       | 馬料 |

提名期結束後，由於沒有競爭，上述鄉村所有候選人自動當選 。